# Bezirksliga
Die Bezirksoberliga, Bezirksliga oder Bezirksklasse ist in den meisten deutschen Sportverbänden die Bezeichnung für im unteren Bereich des deutschen Ligasystems angesiedelte regionale Spielklassen. Ausrichter der Spielklasse ist regelmäßig der für das Gebiet mehrerer benachbarter Landkreise und kreisfreier Städte zuständige, dem nationalen Sportverband untergeordnete Landes- oder Bezirksverband. Oftmals existiert im Bereich eines Verbands nur eine der drei Spielklassenbezeichnungen. Wo mehrere dieser Spielklassenbezeichnungen nebeneinander existieren, ist die Bezirksoberliga im Regelfall die höhere Spielklasse, während die Bezirksklasse zumeist niedriger im Ligasystem angesiedelt ist. 

## Eishockey
Im Eishockey-Ligasystem in Deutschland gibt es Bezirksligen in Bayern und Nordrhein-Westfalen, wo sie jeweils die sechste und niedrigste Spielklasse bilden.

## Fußball
Bis 1933 war die Bezirksklasse in den meisten deutschen Regionalverbänden die höchste deutsche Spielklasse im Fußball, bevor sie von der Gauliga als höchste Liga abgelöst und zur zweiten Spielklassenebene wurde (siehe Fußball-Bezirksklasse (1933–1945)). 
Nach dem Zweiten Weltkrieg war die Bezirksliga im Fußball-Ligasystem in Deutschland bis 1978 gewöhnlicherweise die fünfthöchste Spielklasse, beispielsweise im Bereich des westfälischen Landesverbands angesiedelt unterhalb der Bundesliga, der 2. Bundesliga, der Verbandsliga und der Landesliga einerseits sowie oberhalb der Kreisliga andererseits. Bedingt durch zahlreiche Reformen des Spielklassensystems sowohl auf Ebene des DFB wie auch auf Ebene der dem DFB angeschlossenen Regional- und Landesverbände ist die Bezirksliga heute je nach Landesverband die siebte oder achte Spielklasse. In Hessen lautet die Bezeichnung Gruppenliga. 
Im Badischen Fußballverband wurde die Bezirksliga abgeschafft, stattdessen gibt es dort nun die Kreisliga. Diese entspricht in Nordbaden, von der Spielklassenebene, der Bezirksliga.
Im DDR-Fußball war die Bezirksliga ab 1963 nach Auflösung der II. DDR-Liga und bis zum Sommer 1990, als die Landesligen auf dem Gebiet der vor ihrer Auflösung stehenden DDR eingeführt wurden, stets die dritthöchste Spielklasse. Darunter lag im Ligensystem des Arbeiter- und Bauernstaates in den jeweiligen Bezirken die Bezirksklasse.

## Futsal
Die Futsal-Bezirksliga ist die dritthöchste Spielklasse im Ligasystem in Deutschland. Bis zur Einführung der Regionalliga war sie vielerorts die zweithöchste Spielklasse. Im hierarchischen System ist sie unterhalb der Verbandsliga und über der Kreisliga angeordnet. In einigen Regionen wird sie bei Überschreiten einer bestimmten Anzahl an Mannschaften in Staffeln ausgetragen.

## Handball
Im deutschen Handball zählt diese Spielklasse zu den unteren Amateurligen und befindet sich je nach Landesverband meist auf der 7. bis 9. Ebene. Sie ist unterhalb der Bezirksoberliga (sofern vorhanden) bzw. Landesliga und liegt über der Bezirksklasse oder Kreisliga.
In der DDR war sie von 1963 bis 1990 als dritthöchste Spielklasse unterhalb der DDR-Liga Bestandteil des offiziellen Spielbetriebs.